# ديزموند سيوارد
ديزموند سيوارد (بالإنجليزية: Desmond Seward)‏ هو مؤرخ بريطاني، ولد في 22 مايو 1935 في باريس في فرنسا.

## وصلات خارجية
- الموقع الرسمي